# بوب كورتني
بوب كورتني (بالإنجليزية: Bob Courtney)‏ هو ممثل جنوب أفريقي، ولد في 25 أكتوبر 1922 في المملكة المتحدة، وتوفي في 24 أكتوبر 2010 بجوهانسبرغ في جنوب أفريقيا.

## وصلات خارجية
- بوب كورتني على موقع IMDb (الإنجليزية)
- بوب كورتني على موقع قاعدة بيانات الفيلم (الإنجليزية)